# Лілі Даміта
Ліліана Марі Мадлен Каре (фр. Liliane Marie Madeleine Carré), відома як Лілі Даміта (англ. Lili Damita; 10 липня 1904 — 21 березня 1994),  — французька й американська акторка, співачка і танцюристка. Відома шлюбами із знаменитими діячами кіноіндустрії — режисером Майклом Кертісом і актором Ерролом Флінном.

## Життєпис
Народилася 10 липня 1904 року в місті Бле на південному заході Франції. Отримала початкову освіту в жіночому монастирі, потім навчалася в балетних школах в різних куточках Європи — у Франції, Іспанії та Португалії. У 14 років Ліліана увійшла до складу танцювальної трупи при Паризькій опері, а до 16 років вже з успіхом виступала в мюзик-холах Парижа і позувала фотографам.
У 1921 році вона перемогла на конкурсі краси і, отримавши в якості нагороди невелику роль, в 1922 році під псевдонімом Лілі Десла дебютувала на кіноекрані в німому фільмі «Імператор будинків». У 1925 році, встигнувши обзавестися новим псевдонімом — Лілі Даміта — отримала першу головну роль в картині «Паризька лялька» знаменитого режисера Майкла Кертіса. Поки йшли зйомки, між Каре і Кертісом почався роман і через рік вони одружилися. У 1926 році знялася ще в двох картинах Кертіса — «Фіакр номер 13» і «Золота метелик» — і в тому ж році, після від'їзду в США, Кертіс кинув її.
Через два роки кіномагнат Семюел Голдвін запросив Лілі Даміту в Голлівуд, і в 1929 році вона дебютувала в американському кіно, знявшись у пригодницькій мелодрамі «Спасіння». За океаном її акторська кар'єра розвивалася більш-менш стабільно. Хоча фільмів було небагато, її партнерами були сформовані і зірки-початківці — Гері Купер, Моріс Шевальє, Лоуренс Олів'є, Кері Грант і Джеймс Кегні. У травні 1935 року Лілі Даміта одружилася з актором Еролом Флінном, що стане знаменитим, після чого практично перестала приділяти увагу кар'єрі і в 1937 році пішла з кіно. У 1941 році народила від Флінна сина Шона (згодом теж став актором), а в 1942 році подружжя розлучилося. У 1962 році одружилася з Алленом Лумисом, бізнесменом з Айови. У 1983 році розлучилася.
Згодом з її сином Шоном сталася трагедія. Під час війни у В'єтнамі він працював військовим журналістом від журналу «Time» і 6 квітня 1970 роки разом зі своїм колегою Даною Стоуном виїхав в південному напрямку з Пномпеня. Обидва вони зникли безвісти. Лілі Даміта витратила чимало сил і грошей на пошуки сина, але вони не принесли результатів, і в 1984 році Шон був оголошений загиблим. 
У 1994 році Лілі Даміта померла від хвороби Альцгеймера у віці 89 років.